# 12e régiment du génie
Pour les articles homonymes, voir 12e régiment.
Le 12e régiment du génie (ou 12e RG) est un régiment du génie militaire de l'armée française.

## Création et différentes dénominations
Le 7e bataillon du génie appartient au 4e régiment du génie jusqu'au 15 avril 1914. Par la loi du 13 avril 1914, le 7e bataillon devient autonome, sans changement de garnison, à compter du 1er mai 1914 et ne dépend plus du 4e régiment du génie. Il aurait dû être créé un 12e régiment du génie, composé du 7e et du 28e Bataillon du Génie, à la suite des 9, 10 et 11e RG créés à la même date. Mais faute de trouver une ville de garnison capable d'accueillir l'état-major du régiment, les deux bataillons sont restés dans leurs garnisons respectives. Puis vint le 1er août 1914. Le 7e B.G rejoint le 7e CA et demeure autonome.
Le 12e régiment du génie a été créé le 1er octobre 1920 à Spire pendant l'occupation de l'Allemagne. Il est issu du regroupement des compagnies de sapeurs mineurs et sapeurs pontonniers de l'armée du Rhin. Il est dissous le 1er mars 1929.

## Chefs de corps
- 1920-…. : Colonel Normand.
- 1925 : Colonel Faucheur.
- …1927… : Colonel Naquet-Laroque
- …1966 : Colonel Le Chatelier
- …1967 : Colonel Blanchard (*) (changement de dénomination en 71e R.G.)

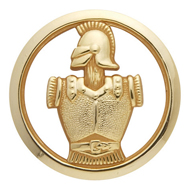
Insigne de béret du génie

## Historique des garnisons, combats et batailles

### Seconde Guerre mondiale
À la mobilisation, en 1939, il est mis sur pied sous la dénomination de 12e bataillon du génie à Metz. La Compagnie 12/1 embarque le 4 juin 1940 pour l'Angleterre.

### Depuis 1945
Le 12e Bataillon du Génie Ponts-Lourds est créé le 16 janvier 1946 par changement de dénomination du 211e bataillon de ponts-lourds. Il est stationné à Spire. Il devient, le 1er août 1949, le 12e régiment du génie. Il est dissous le 31 décembre 1952.
Le Bataillon Autonome du Génie de Strasbourg, qui avait recueilli le drapeau et ses traditions, devient par changement de dénomination, le 1er janvier 1953, le 12e Bataillon du Génie. Sa mission principale était la mise en œuvre des ponts alertés du Rhin. Le 6 janvier 1956, un premier élément du bataillon est dirigé vers l'Algérie, à la frontière tunisienne, au sud de Tebessa. Il participe à la construction de 400 kilomètres de barrage est-algérien appelé « Ligne Morice ».
Vingt citations à l'ordre de l'armée ont été attribuées pendant cette campagne d'Algérie.
Le 12e régiment du génie rentre en France après le cessez-le-feu et il est dissous le 15 juin 1962 à Sissonne.
Le 12e régiment du génie est recréé le 1er avril 1963 à Rouen. Il est issu du 42e bataillon du génie et de la compagnie de dépôt no 3. Il est dissous (rayé de l'ordre de bataille de l'armée active) le 1er décembre 1967 et deviendra le 71e régiment du génie. Le casernement reste à Richepanse, rue de Chanzy, à Rouen.
Le 12e régiment du génie (de réserve) est recréé le 10 juin 1968 comme régiment affecté à la zone de franchissement du Rhin (devenue en 1984 la division du Rhin). C'est un régiment de pontonniers du Rhin.
Le 1er janvier 1989, le 12e régiment du génie change de structure et devient régiment de franchissement du Rhin doté du pont flottant motorisé (PFM). C'est le 1er janvier 1994 qu'il prend sa structure de régiment de franchissement de corps d'armée. Il se compose de : 1 état-major régimentaire, 1 compagnie de commandement et de logistique (CCL), 3 compagnies de PFM. Son corps support est le 1er régiment du génie à Illkirch-Graffenstaden, quartier Leclerc. Il est mis sur pied à l'organe mobilisateur de Neubourg. Son drapeau lui a été remis le 12 mars 1983 par le général Boisseau, commandant la 6e DB/62e DMT.
Au sein de la brigade d'Alsace  (qui succède à la division du Rhin), le 12e régiment du génie a pour mission de réaliser le franchissement du Rhin. Il est dissous en 1998 à la suite de la restructuration des armées. Son drapeau est remis au musée des Invalides. 20 % des cadres de réserves sont transférées au sein de la nouvelle 25e compagnie de ponts flottants motorisés, compagnie de réserve, du 1er régiment du génie.

## Drapeau
Il ne porte aucune inscription:

## Décorations
fourragère T.O.E.

## Devise
FRANCHIR OU PÉRIR...

## CHANT
« C'est nous les descendants des régiments d'Afrique
les spahis, les chasseurs, les goumiers,
gardiens et défenseurs d'empires magnifiques
sous l'ardent soleil nous marchons sous le ciel clair... »
(sur un air des trompettes d'Aida)